# Psałterz Potockich
Psałterz Potockich (Psałterz wilanowski) – spisany na pergaminie łaciński psałterz iluminowany pochodzący z połowy XIII wieku. Rękopis nazywany jest Psałterzem Potockich (od nazwiska rodziny, która była jego właścicielem), a także Psałterzem wilanowskim (od miejsca jego wieloletniego przechowywania). Jest jednym z najcenniejszych zabytków piśmienniczych znajdujących się w zbiorach Biblioteki Narodowej.

## Dzieje psałterza
Pod koniec XVIII lub na początku XIX wieku został nabyty we Francji, najprawdopodobniej w Paryżu, przez Stanisława Kostkę Potockiego. Po powrocie do Polski włączył on psałterz do zbiorów gromadzonych w dawnym pałacu królewskim w Wilanowie. Manuskrypt jest niekompletny, ale nie są znane okoliczności, które doprowadziły do rozproszenia kilku pochodzących z niego miniatur oraz zaginięcia końcowej jego części, gdyż jego wcześniejsze losy nie są znane. W późniejszym okresie z rąk Potockich przeszedł do zbiorów Branickich. Z Kolekcji Wilanowskiej w 1933 roku trafił do znajdującej się w Warszawie Biblioteki Narodowej. W 1939 został ewakuowany do Kanady, skąd powrócił do Polski w 1959 i od tego czasu ponownie znajduje się w Bibliotece Narodowej (sygn. rps I 8003). W 1995 manuskrypt został poddany generalnym zabiegom konserwatorskim. Od 2024 manuskrypt prezentowany jest na wystawie stałej w Pałacu Rzeczypospolitej.

## Opis
Psałterz zawiera 170 pergaminowych kart o wymiarach 15,5 na 10,5 cm (+ VI kart ochronnych), ułożonych w dwadzieścia składek.
Był on iluminowany przez najlepszych paryskich artystów. W rękopisie zachowały się cztery całostronicowe miniatury, a sześć dalszych miniatur, które zostały z niego wycięte jeszcze przed końcem XVIII wieku, znalazło się w Blackburn (Blackburn Museum and Art Gallery, cztery miniatury), w Bostonie (Museum of Fine Arts, jedna miniatura) oraz w Cleveland (Cleveland Museum of Art, jedna miniatura). Miniatury pochodzące z tego psałterza uznaje się za wybitne osiągnięcie malarstwa książkowego trzynastowiecznej Francji, a ich anonimowego twórcę, od nazwiska pierwszego znanego właściciela kodeksu, nazywa się Mistrzem Potockich.
Rękopis składa się z dwóch części: kalendarza w języku francuskim (karty od 1 do 6) oraz części głównej, którą stanowi spisany po łacinie psałterz (karty od 9 do 170). W kalendarzu obok świętych czczonych w całym Kościele występują także święci, których kult był silny szczególnie w północnej Francji: German, Remigiusz, Idzi i Marcin. Jednak zestaw ten nie pozwala ustalić konkretnej diecezji, dla której psałterz został wykonany.
Część główna psałterza kończy się na Psalmie 96, choć pierwotnie zapewne był on kompletny. W czterech miejscach widoczne są ślady wycinania kart, lecz tekstu brakuje tylko w jednym miejscu, pomiędzy kartami 127 a 128, gdzie pierwotnie musiał się znajdować koniec Psalmu 71 i mniej więcej połowa Psalmu 72. Cztery karty zawierające całostronicowe miniatury (8v, 33r, 64r i 101v) nie stanowiły pierwotnie części składek psałterza, lecz zostały do niego doklejone. Ich odwrocia nie są zapisane. W całości czysta jest karta 7.
Manuskrypt został wykonany na dokładnie wyprawionym z obu stron białym pergaminie, niezawierającym większych ubytków. Tekst napisano staranną minuskułą gotycką, w jednej kolumnie na stronę, średnio po 13–14 linijek w kolumnie. W kilku miejscach znalazły się poprawki i uzupełnienia napisane przez tego samego skrybę. W innych miejscach poprawki zostały naniesione później przez drugiego skrybę, ale już nie tak starannym pismem, jak tekst oryginalny. Z okresu późniejszego pochodzi też podział na wyrazy, zaznaczony przy pomocy pionowych kresek. Podział ten został uzupełniony później, gdyż w wielu miejscach tekst został zapisany bez takiego podziału. Ponadto na czterech kartach (56r, 112r, 113r i 126r) znajdują się nieczytelne noty dodane w języku francuskim.
Wygląd pierwotnej oprawy kodeksu nie jest znany. Obecna oprawa powstała na początku XIX wieku na zamówienie Stanisława Kostki. Podczas jej wykonywania przycięto blok książki, uszkadzając w trakcie tej czynności część zdobień; równocześnie pozłocono brzegi kart rękopisu. Kodeks został oprawiony w tekturę pokrytą naklejonym na nią różowym aksamitem. Okładziny rękopisu wyposażono w srebrną klamrę z wygrawerowanym herbem nowego właściciela rękopisu. Wraz z poprzednią oprawą usunięto również stare wyklejki, na których mogły się znajdować noty proweniencyjne, dlatego nie zachowały się informacje o wcześniejszych losach manuskryptu. Na podstawie zachowanych miniatur ocenia się, że kodeks powstał w połowie XIII wieku w Paryżu na, jak to zdaje się wskazywać kalendarz, zamówienie pochodzące z północnej Francji.

## Miniatury
Dziesięć zachowanych całostronicowych miniatur ma wymiar 10,8-11,4 na 8,3-8,5 cm. Składają się one na pierwotny cykl chrystologiczny miniatur psałterza: Pokłon Trzech Króli, Ofiarowanie w świątyni, Ucieczka do Egiptu, Chrzest Chrystusa, Wjazd do Jerozolimy, Pojmanie, Biczowanie, Ukrzyżowanie, Zdjęcie z krzyża, Niewiasty u grobu. Jednak obecny układ miniatur całostronicowych nie odpowiada ich pierwotnemu rozmieszczeniu. Ponieważ dzieło to nosi tak wyraźne cechy indywidualne, łatwo można odróżnić je od prac innych, trzynastowiecznych iluminatorów.
Miniatury wycięte z kodeksu, które przetrwały do czasów współczesnych, zostały zidentyfikowane w 1971 roku przez amerykańskiego badacza Roberta Brannera w zagranicznych zbiorach muzealnych. Karta należąca do muzeum w Cleveland została zidentyfikowana jako pochodząca z Psałterza Potockich w 2005 roku. Ilustracje: Pokłon Trzech Króli (k. 1v), Ofiarowanie w świątyni (k. 2), Ucieczka do Egiptu (k. 3v) oraz Chrzest Chrystusa (k. 4) należały do Blackburn Museum and Art Gallery w Blackburn, karta Ukrzyżowanie (nr 57. 707) znajduje się w bostońskim Museum of Fine Arts, a karta Zdjęcie z krzyża przechowywana jest w Cleveland Museum of Art. Cztery iluminowane karty należące do dawnych zbiorów lorda Hastingsa w Blackburn zostały sprzedane anonimowemu nabywcy przez londyński dom aukcyjny Sotheby’s w 1931 roku i są przechowywane w nieznanym miejscu.
Na zachowaną do dziś dekorację malarską Psałterza Potockich składają się cztery miniatury całostronicowe przedstawiające wydarzenia z życia Chrystusa oraz sześć inicjałów figuralnych z wizerunkami Dawida. Ich obecna kolejność: Pojmanie (k. 8v, przed Ps. 1), Wjazd do Jerozolimy (k. 33r, przed Ps. 26), Niewiasty u grobu (k. 64r, przed Ps. 38) oraz Biczowanie (k. 101v, przed Ps. 68) wskazuje, że ich obecny układ jest wtórny i zapewne wiąże się ze sporządzeniem (na zlecenie Potockiego) nowej oprawy kodeksu na początku XIX wieku. Istnieje możliwość, że pierwotnie całostronicowe miniatury stanowiły zwarty blok ilustracji wszyty pomiędzy prawie nieozdobiony kalendarz a zasadniczą część psałterza.

## Galeria

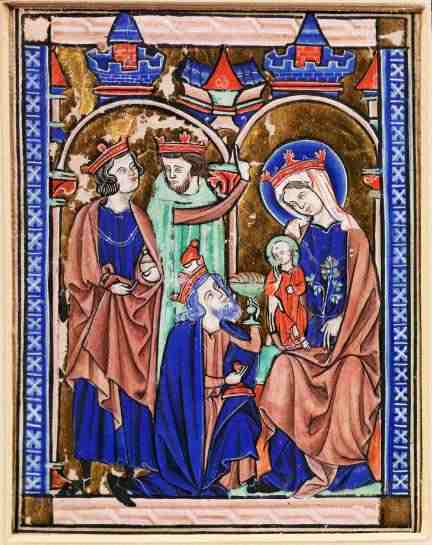
Pokłon Trzech Króli
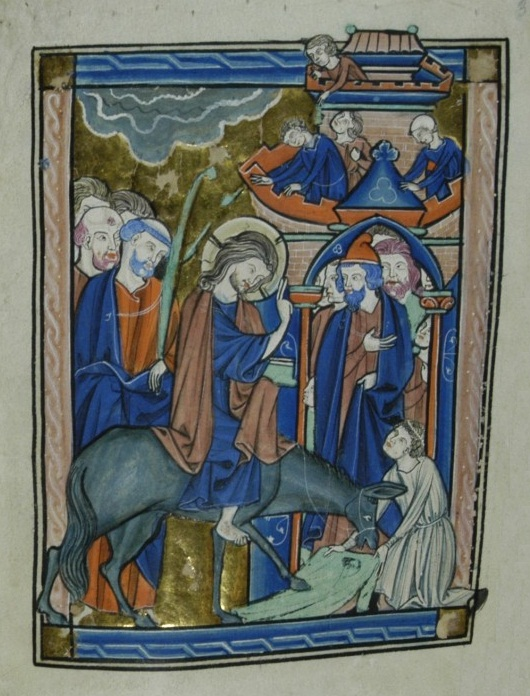
Wjazd do Jerozolimy
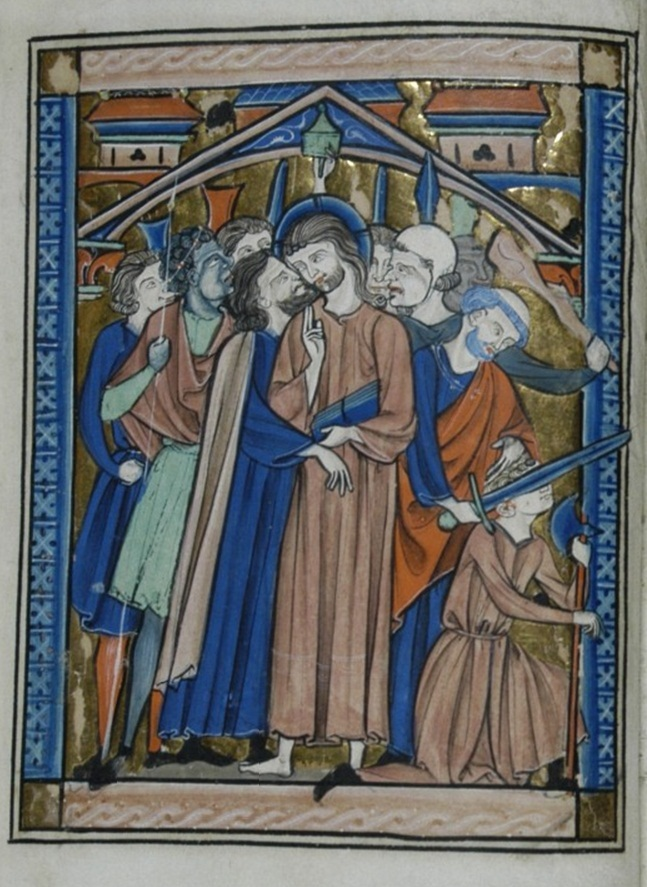
Pojmanie
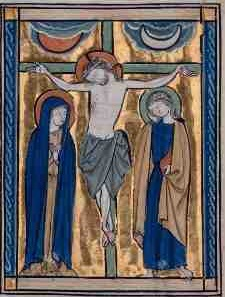
Ukrzyżowanie
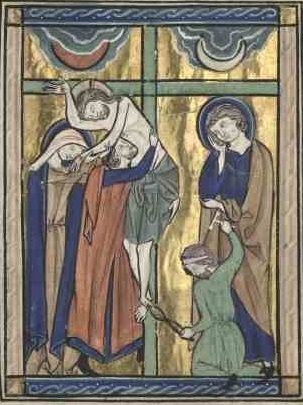
Zdjęcie z krzyża